# Pere Vallribera i Moliné
Pedro Vallribera  Moliné (Sallent de Llobregat, Barcelona, 27 de enero de 1903 - Barcelona, 7 de marzo de 1990) fue un pianista, pedagogo y compositor español. Catedrático de piano, de música de cámara y director del Conservatorio Superior de Música del Liceo de Barcelona, de 1932 a 1983.

## Juventud
Estudió con José Barberà y Guillermo Garganta, amplió sus estudios en París con Isidor Philipp. Estudió armonía y composición con Barberà y José Muset. Fue presidente del Instituto de Estudios Musicales en 1932.
A partir de 1932 se incorporó como catedrático de piano (por oposición) al Conservatorio Superior de Música del Liceo de Barcelona. Impartió también otras disciplines: música de cámara, armonía, composición, historia de la música, formas musicales, estética, historia del arte, musicología, etc. Al poco tiempo fue nombrado Director pedagógico, cargo que ostentó hasta su  jubilación en 1983. Durante este largo período desarrolló una importante e innovadora labor pedagógica.

## Su labor pedagógica
Por su aula del Conservatorio y por su Estudio de la calle Aribau de Barcelona pasaron multitud de discípulos de piano, como por ejemplo: Ángeles Alabert, Anna Mª Albors, Juan Almirall, Mª Dolores Benejam, Lou Bennet, Lleó Borrell, Francesc Burrull, Montserrat Caballé, Mercè Capdevila, Ana M.ª Cardona, Gerard Claret y Lluís Claret, Carlos Coll, Francesc Dubé, Rita Ferrer, Carlos Guinovart, Isabel M. Martínez, Juan Matabosch, Leonora Milà, Mª Antonia Moll, Ludovica Mosca, Carmen Pallarès, Pepita Perelló, Ticià Riera, Jesús Rodríguez Picó, Manuel Ruiz, Eulàlia Solé i Olivart, Mª Dolors Luis, Antonio Villar.
Simultáneamente, impartió clases de música de cámara a otros intérpretes (con todos los instrumentos, especialmente de cuerda y viento), destacando su labor pedagógica en el campo del “repertorio”, trabajando con numerosos cantantes.

## Giras y conciertos
Tuvo una intensa y larga carrera profesional como solista efectuando giras por todo el mundo, destacándose en la música de cámara, entre las que cabe mencionar sus actuaciones en el Festival Pau Casals, festivales de verano en Prades (Francia), con José Trotta, violonchelista y Sandor Végh, violinista.
Alcanzó fama internacional, solo y actuando con músicos y cantantes de renombre como Held Anderson, Montserrat Aparici, Manuel Ausensi, Conchita Badia, Mercedes Bibiloni, Montserrat Caballé, Enrique Casals, Esther Casas, Francesc Costa, Gaspar Cassadó, Leslie Frick, Guillermo Garganta, Esteve Gratacós, Bronislaw Gimpel, Kunie Imai, Francisco Kraus, Henri Lewkowizc, Pilar Lorengar, Ezio Mariani de Amicis, Nan Merriman, Jeanette Najem, Jean Pierre Rampal, Gaietá Renom, Consuelo Rubio, Henryk Szeryng, Mercè Plantada, June Preston, Renata Tebaldi, Jaques Thibaut, Josep Trotta, Eduard Toldrà, Raimon Torres, Xavier Turull, Emili Vendrell (padre), Emili Vendrell (hijo), entre otros.
Actuó como solista con muchas orquestas, estrenando en  España, entre otras, la Rhapsody in Blue de George Gershwin, en el Palacio de la Música Catalana de Barcelona. En los numerosos conciertos que dio en esta institución y en otros auditorios y salas de España estrenó composiciones suyas y de otros creadores españoles, entre los que cabe destacar: Apel.les Mestres, Frederic Mompou, Xavier Montsalvatge, Eduard Toldrà y otros, programando muy a menudo obras innovadoras.
Tiene destacadas grabaciones junto a Conchita Badia, Francesca Callao, Kunei Imai, Henri Lewkowicz, Jean Pierre Rampal, Amelia Ruival, Concepción Supervia, Josep Trotta, Emili Vendrell y Emilio Vendrell (hijo), y otros.

## Última etapa
Falleció a la edad de 87 años en Barcelona, habiendo recibido premios y honores nacionales e internacionales, bien merecidos. Con su nombre existe una calle a él dedicada en su población natal: Sallent  y otra en el pueblo de Gelida, donde creó muchas de sus composiciones. 
A partir del año 2010, se ha instituido el Premio Pere Vallribera, para pianistas de música de cámara, un concurso dirigido básicamente a pianistas jóvenes, que se destaquen en esta modalidad.
En 2011 se editó un libro que recoge sus memorias con datos biográficos, apuntes, anécdotas y diversas colaboraciones de personalidades destacadas de la cultura en general y de la música en particular. El libro lleva por título Pere Vallribera Moliné: una vida per la música, incluye dos CD, con obras suyas (sardanas) y grabaciones de diversas actuaciones con otros intérpretes, algunas inéditas.

## Obra
- Sardanas para coro: Llum de primavera (letra de Ramón Pallejà), Cant al sol (letra de Pere Vallribera,1951), Folgueroles (letra de Miquel Saperas).
- Sardanas instrumentales: Mar Brava, Deixondiment (1930); Recordança, Gira-sol, Remembrança gironina, Mar alegre.
- Villancicos: Veniu, veniu (1965), Salutació (1967), Jesuset no ploris, Cantem companyons.
- Goigs (canciones religiosas típicas de Cataluña dedicadas algún Santo de veneración “local”: de Sant Cristòfol (Villanueva y Geltrú), de Sant Pere (Gelida), de Nostra Senyora de la Salut (Gelida), de Sant Roc (Gelida), de Santa Llúcia (Gelida).
- Piezas para piano: Ronda, Danza rústica, Vieja canción (editadas dentro del libro Zinkoproff).
- Composición sinfónica: Salve Regina, partitura original para tres voces y órgano (1981).
- Canciones: La mixeta Mustafá (infantil), Vora els vidres (poesía de Carles Soldevila), Alpestre (poesía de Apel.les Mestres, 1949), Quatre cançons a quatres veus mixtes, Retorn (poesías de Miquel Dolç), Rondalla del Bou (poesía de Marià Manent), Cançó dels Rebles (poesía de Sebastià Sánchez-Juan), Cançó de la veu (poesía de J. Gimeno-Navarro).
- Piezas para ballet: Dawn, (vals para piano), Capseta de música, Marxa, Tiempo de minué.
- Armonizaciones sobre temas populares: El cant dels ocells, Els segadors.